# El Príncipe Malvado
El Príncipe Malvado (Danés:Den onde Fyrste) es un cuento de hadas que escribió el escritor y fabulista Danes, Hans Christian Andersen publicado por primera vez en 1840.
Se trata de la narración de un príncipe conquistador que, cegado por su ansia de grandeza, pretende derrocar a Dios y acaba sumido en la locura; esta obra ha sido estudiada tanto por su simbolismo tecnológico como por considerarse un antecedente de la ciencia ficción.

Retrato de Hans Christian Andersen

## Sinopsis
El protagonista es un ambicioso y cruel príncipe (en ocasiones traducido como “rey”) el cual se vuelve poderoso y adinerado después de haber conquistado y hurtado todas las políticas del pueblo. Su ejército invadió la iglesia, pero los frailes de la misma se negaron a colocar estatuas del príncipe en los altares, mencionando que su inmenso poder sobre el pueblo es inferior a Dios. Enfurecido por ello, el príncipe decide conquistar el Reino de Dios en los Cielos.
El príncipe construye un bote capaz de volar por los aires, protegido con miles de torretas y conducido por miles de águilas. Mientras el bote vuela al Reino de los Cielos, el príncipe es detenido en su trayecto por un Ángel que fue capaz de derribar el bote con una sola gota de sangre de sus alas. A pesar de que el príncipe casi muere mientras el bote cae a la tierra, él encuentra motivación en ello y pasa los siguientes 7 años construyendo un bote aún más poderoso que el primero. 
Siete años después del ataque, el príncipe regresa a los cielos con nuevas naves transportando un masivo ejército, mientras sus soldados van hacia los cielos, Dios envía una ola de jejenes que los atacan. El príncipe intenta responder el ataque con su espada, pero es incapaz de atinar un golpe; al no poder defenderse, les pide a sus soldados que lo cubran con una manta de seda con la finalidad de que los jejenes no lo puedan identificar. Mientras lo cubrían, uno de los insectos logró esconderse y picar al príncipe en el oído. Sin poder soportar el dolor, el príncipe se despoja de la capa de seda y huye, atrás, sus soldados le hacen burla por haber sido derrotado por un solo insecto.

## Historia de la Publicación
Fue escrito por Hans Christian Andersen, y se publicó por primera vez en octubre de 1840 con el título danés Den onde Fyrste formando parte de la revista mensual, literatura de entretenimiento (Salonen, et belletristik Maanedsskrift). Se pretendía publicarlo en el calendario Dansk Folkekalender, pero aparentemente no fue aceptado. La primera vez que se mencionó, fue en una antología en 1868, tan sólo 28 años después de su publicación original.

## Análisis
Tiene como distinción ser más tecnológico que la mayoría de las fábulas, una característica que ha sido discutida en el trabajo de análisis de los cuentos de Andersen. El bibliográfico Erik Dal, describe a la historia como “una extraña fantasía”, haciendo referencia al medio de transporte principal en la historia, el dirigible: el primer intento en doce años de un vehículo capaz de volar.
En un análisis del contenido emocional del cuento de hadas, fue uno de los cuatro trabajos por Andersen seleccionado, junto con El traje nuevo del emperador, La princesa y el guisante y La pequeña cerillera'. La historia ha sido estudiada como una obra de ciencia ficción por el papel que desempeñan los jejenes en la narración y como una metáfora para dictaduras a través de la publicación de las ediciones incluidas durante la Segunda Guerra Mundial en la ocupación Nazi en Dinamarca, comparando al príncipe con Adolfo Hitler. 